# Habas tostadas

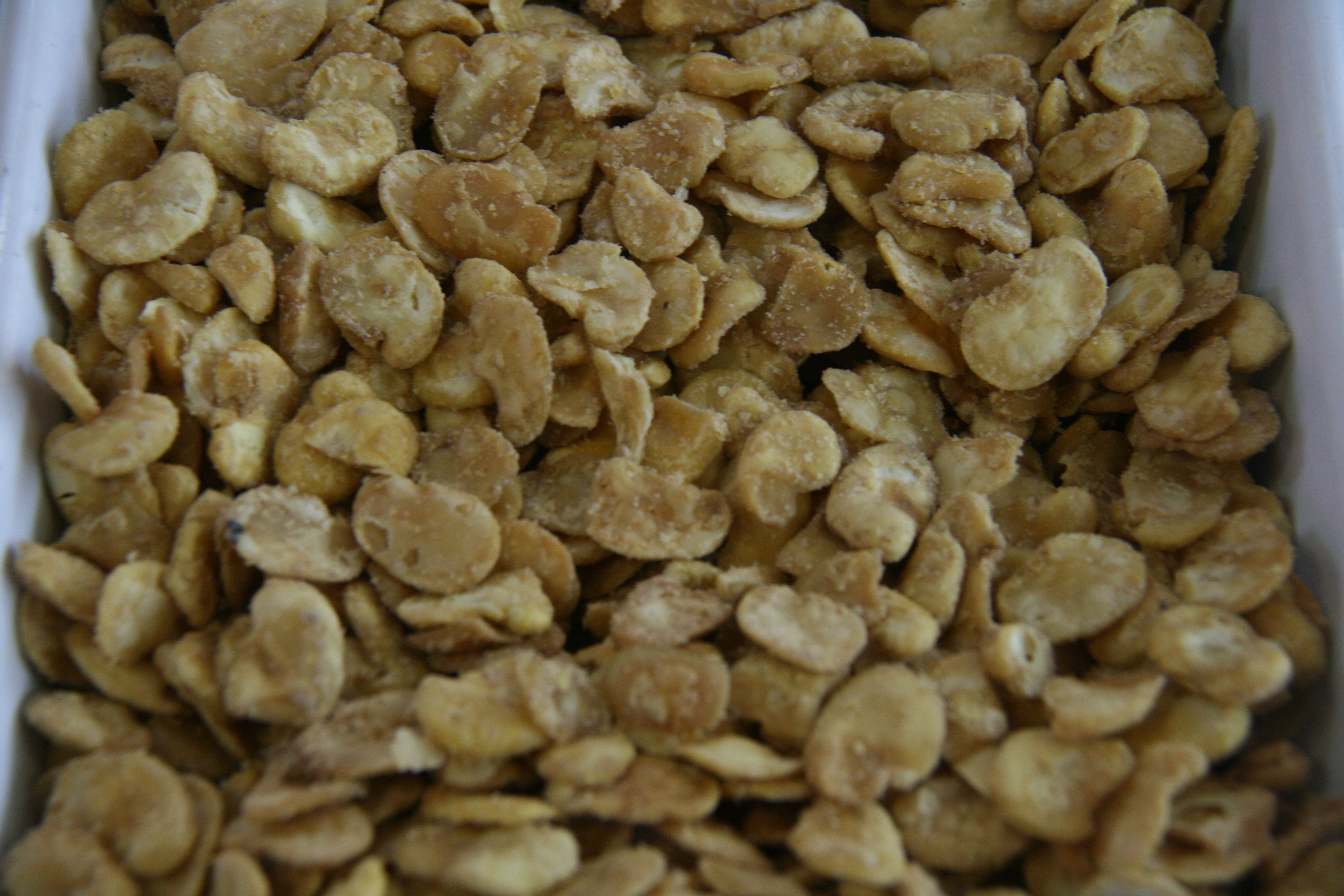
Habas fritas

Las habas tostadas son un aperitivo preparado con habas (Vicia faba) tostada con un poco de sal. Es muy popular en España donde se sirve frecuentemente como un aperitivo o tapa. Se encuentra igualmente en otros países como Colombia, Bolivia, Perú, y Ecuador

## Historia
En la cocina española tiene como origen la cocina andalusí, donde se denominaban "ziryabí". Aparece en numerosas provincias españolas como en Cuenca donde forma parte de ciertos aperitivos denominados puñaos.

## Preparación
Por regla general se tuestan mediante exposición ante una fuente de calor intensa que suele separar los cotiledones de las habas. Tras esta operación se extienden en grandes superficies donde van adquiriendo ese color amarillo característico. 
Poner las habas marrones con piel al horno con fuego muy bajo por 4 horas, después pones las habas tostadas en un vino rojo y tienes después de algunos días una muy buena medicina para la tos. Eso se hace en Perú.